# Aeroportul Mount Gunson
Aeroportul Mount Gunson (IATA: GSN, ICAO: YMGN) este un aeroport din Australia de Sud, Australia.
Situat la o altitudine de 108 m, aeroportul dispune de o singură pistă.